# Ла Кремлен Бисетр
Ла Кремлен Бисетр (фр. La Kremlin-Bicetre) град је у Француској, у департману Долина Марне.
По подацима из 1999. године број становника у месту је био 23.724.

## Демографија
| 1962.  | 1968.  | 1975.  | 1982.  | 1990.  | 1999.  | 2011.  |
| ------ | ------ | ------ | ------ | ------ | ------ | ------ |
| 18.834 | 20.798 | 20.061 | 17.543 | 19.348 | 23.724 | 26.131 |